# Wacousta
Wacousta es un lugar designado por el censo ubicado en el condado de Clinton en el estado estadounidense de Míchigan. En el Censo de 2010 tenía una población de 1440 habitantes y una densidad poblacional de 61,83 personas por km².

## Geografía
Wacousta se encuentra ubicado en las coordenadas 42°49′1″N 84°41′27″O / 42.81694, -84.69083. Según la Oficina del Censo de los Estados Unidos, Wacousta tiene una superficie total de 23.29 km², de la cual 23.09 km² corresponden a tierra firme y (0.87%) 0.2 km² es agua.

## Demografía
Según el censo de 2010, había 1440 personas residiendo en Wacousta. La densidad de población era de 61,83 hab./km². De los 1440 habitantes, Wacousta estaba compuesto por el 94.51% blancos, el 1.53% eran afroamericanos, el 0.14% eran amerindios, el 0.76% eran asiáticos, el 0.07% eran isleños del Pacífico, el 0.83% eran de otras razas y el 2.15% pertenecían a dos o más razas. Del total de la población el 1.81% eran hispanos o latinos de cualquier raza.